# József Tóth (futbolista nacido en 1951)
József Tóth (Mosonmagyaróvár, Hungría; 2 de diciembre de 1951-11 de agosto de 2022) fue un futbolista y entrenador húngaro que jugaba en la posición de defensa.

## Carrera

### Club
Inició su carrera en 1969 con el Pécsi MFC en el que jugó por seis temporadas y anotó tres goles en 132 partidos. En 1975 pasa al Újpest FC de la capital Budapest, equipo en el que estuvo por seis años donde anotó tres goles en 268 partidos y ganó dos títulos de liga, dos de copa y una Copa Intertoto.
En 1984 pasa al MTK Hungária con el que jugó 56 partidos en dos temporadas y ganó la Copa Intertoto 1985. En 1986 es cedido a préstamo al Erzsébeti SMTK y al año siguiente viaja a Finlandia para jugar con el IF Kraft, equipo con el que se retira en 1990.

### Selección nacional
Jugó para Hungría de 1974 a 1983 donde jugó 56 partidos y anotó un gol, el cual fue en la victoria por 10-1 ante El Salvador en la Copa Mundial de Fútbol de 1982. También estuvo en la Copa Mundial de Fútbol de 1978.

### Entrenador
En la temporada 1996/97 fue el entrenador del Dorogi FC.

## Logros

### Club

#### Torneos nacionales
- NB1: 2

1977-1978, 1978-1979
- Copa de Hungría: 2

1981-1982, 1982-1983

#### Torneos internacionales
- Copa Intertoto: 2

1978, 1985